# Seagram Building
Seagram Building je mrakodrap v New York City na manhattanském Midtownu. Nachází se na bulváru Park Avenue mezi 52. a 53. ulicí. Stavba byla navržena německým architektem Ludwigem Miesem van der Rohem ve spolupráci s Philipem Johnsonem. Má 38 podlaží, výšku 157 metrů a k dokončení došlo v roce 1958.

## Architektura
Tato stavba vznikla ve stylu funkcionalismu a měla velký vliv na americkou architekturu. Šlo o jeden z prvních mrakodrapů, který měl celoskleněnou fasádu s lehce zbarvenými termookny. Dělí ji pouze přidané pásy jednotlivých pater. Jedním z charakteristických rysů funkcionalismu bylo vyjádřit či formulovat konstrukce budov externě. Seagram Building, stejně jako prakticky všechny velké soudobé stavby, byla postavena z ocelového rámu. K jeho konstrukci bylo použito 1500 tun bronzu.
Po dokončení budovy se stalo Seagram Building jedním z nejdražších mrakodrapů své doby, zejména díky použití kvalitních materiálů a drahému vnitřnímu vybavení včetně bronzu, travertinu a mramoru. Interiér byl navržen tak, aby byla zajištěna soudružnost s venkovními prvky.
Prostranství před mrakodrapem tvoří vizuální protiváhu, která částečně odstraňuje dojem tíhy z mohutného objemu budovy.
Seagram Building inspiroval tvůrce české budovy Strojimportu v Praze na Vinohradech, postavené roku 1971.